# Bogdanówka (gmina w powiecie skałackim)
Bogdanówka – dawna gmina wiejska w powiecie skałackim województwa tarnopolskiego II Rzeczypospolitej. Siedzibą gminy była Bogdanówka.
Gminę utworzono 1 sierpnia 1934 r. w ramach reformy na podstawie ustawy scaleniowej z dotychczasowych gmin wiejskich: Bogdanówka, Futor, Kamionki i Mołczanówka.
W latach 1941–43 w Landkreis Tarnopol (Generalne Gubernatorstwo). 1 kwietnia 1943 do gminy Bogdanówka włączono Romanowe Sioło z gminy Maksymówka.
Po II wojnie światowej obszar gminy znalazł się w ZSRR.